# Museo de arte antiguo de Basilea y colección Ludwig

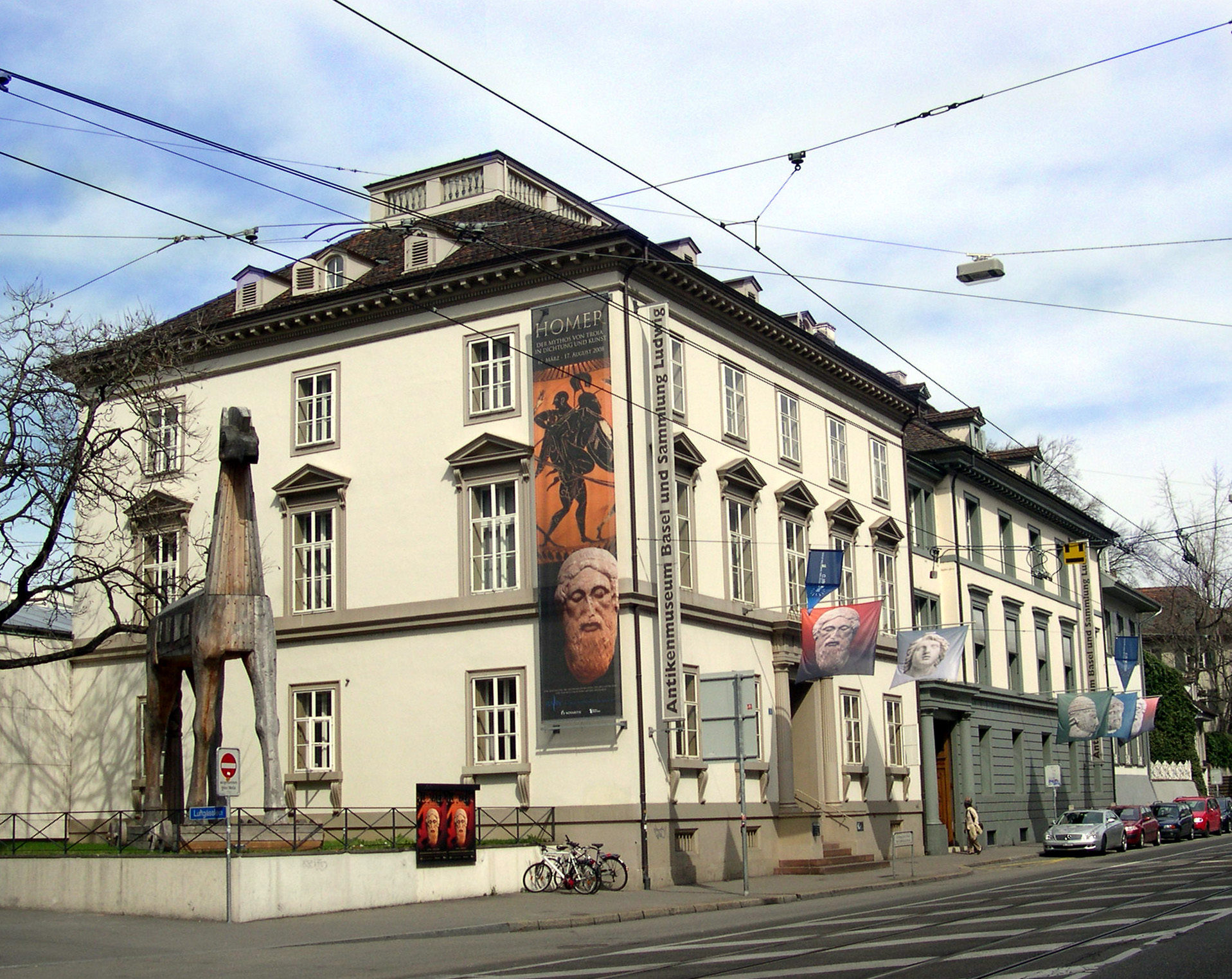
Museo de Arte Antiguo y Colección Ludwig, Basilea.

El Museo de Arte Antiguo de Basilea y la Colección Ludwig (en alemán: Antikenmuseum Basel und Sammlung Ludwig'), fundado en 1961, es uno de los muchos museos que brinda la ciudad suiza de Basilea y está dedicado exclusivamente al arte de la Antigüedad entre el IV milenio a. C. y el siglo VII d. C. Este museo único en el país helvético muestra obras de arte procedentes del área del Mediterráneo, fundamentalmente de la época que va del año 1000 a. C. al 300 d. C. Las principales obras expuestas son la colección de cerámica y esculturas griegas y su sección del antiguo Egipto. Se exhiben también otros objetos de Oriente Próximo y de Chipre.